# Lee Seo-won
Lee Seo-won (hangul= 이서원, hanja= 李瑞元), es un actor y presentador surcoreano.

## Biografía
Estudia en la Universidad Sejong.

## Carrera
Es miembro de la agencia "Blossom Entertainment".
Ha aparecido en sesiones fotográficas para Zenith Global x View, entre otras.
En julio de 2016 se unió al elenco principal de la serie Uncontrollably Fond, donde interpretó al joven estudiante No-jik, hasta el final de la serie en septiembre del mismo año.
Desde el 11 de noviembre de 2016 fue presentador del programa de música Music Bank junto a la cantante Ahn Sol-Bin, del grupo "Laboum". Sin embargo en mayo del 2018 fue eliminado de su puesto.
En marzo de 2017 se unió al elenco de la serie The Liar and His Lover, donde interpretó a Seo Chan-young, un bajista que reemplaza a Kang Han-gyul (Lee Hyun-woo) en la banda Crude Play. Chan-young también es el productor de la banda de Yoon So-rim (Joy) de quien se enamora, sin embargo ella está enamorada de Han-gyul. Interpretó el papel hasta el final de la serie en mayo del mismo año.
El 30 de agosto del mismo año se unió al elenco principal de la serie Hospital Ship, donde interpretó a Kim Jae-kul, un médico cuyo padre es el director general del hospital, hasta el final de la serie en noviembre de 2007.
En ese mismo año se unirá al elenco principal de la serie Last Minute Romance donde interpretó a Dong-joon.
En marzo del 2018 se anunció que se uniría al elenco de la serie About Time donde daría vida a Jo Jae-yoo, un genio musical, sin embargo el 16 de mayo de 2018 se anunció que Seo-won había sido acusado de molestar sexualmente y amenazar a una colega, por lo que se encontraba bajo investigación. Debido al incidente el equipo de producción decidió removerlo de la serie, reemplazarlo y filmar nuevamente las escenas donde aparecía.

## Filmografía

### Series de televisión
| Año  | Título                 | Personaje             | Notas        |
| ---- | ---------------------- | --------------------- | ------------ |
| 2017 | Last Minute Romance    | Dong-joon             | 11 episodios |
| 2017 | Hospital Ship          | Dr. Kim Jae-kul       | 40 episodios |
| 2017 | The Liar and His Lover | Seo Chan-young        | 16 episodios |
| 2016 | Uncontrollably Fond    | No-jik                | 20 episodios |
| 2015 | The Awl                | Lee Soo-in (de joven) | -            |

### Películas
| Año  | Título                             | Personaje     | Notas                                                                                 |
| ---- | ---------------------------------- | ------------- | ------------------------------------------------------------------------------------- |
| 2017 | Man of Will                        | Kim Chun-dong | junto a Cho Jin-woong, Song Seung-heon, Jung Man-sik, Jung Jin-young y Shin Jung-geun |
| 2016 | Knocking on the Door to Your Heart | Kim Jin-kyu   | junto a Ji Woo, Ryu Sung-rok, Jo Ha-sung, Yoon Kyung-ho y Jang Joon-hwi               |
| 2014 | Night Flight                       | -             |                                                                                       |

### Presentador
| Año         | Programa   | Notas                                |
| ----------- | ---------- | ------------------------------------ |
| 2016 - 2018 | Music Bank | co-presentador - junto a Ahn Sol-Bin |